# ادبیات پاناما
ادبیات پاناما شامل تمامی آثار ادبی نوشته‌شده در کشور پاناما است. نخستین آثار ادبی مرتبط با پاناما به سال ۱۵۳۵ بازمی‌گردد، در حالی که یک جنبش ادبی نوین از اواسط سدهٔ نوزدهم به بعد پدیدار شد.

## ادبیات اولیه
تاریخ‌نگار و مقاله‌نویس پانامایی، رودریگو میرو (۱۹۱۲–۱۹۹۶)، گونثالو فرناندز د اوویدو ای بالدس را نویسندهٔ نخستین اثر ادبی پانامایی می‌داند. این اثر، داستان شخصیتی به نام آندره‌آ د لا روکا است که در کتاب «تاریخ عمومی و طبیعی هند» (۱۵۳۵) منتشر شده است.
نخستین آثار ادبی از نویسندگان پانامایی‌تبار به سدهٔ هفدهم بازمی‌گردد و عنوان آن "نوحهٔ پاناما در مرگ دون انریکه انریکز" است. گرچه این مجموعه در دوران استعمار شکل گرفته، بیشتر اشعار آن توسط نویسندگانی که در پاناما زاده شده بودند، نوشته شده است.
یک جنبش ادبی نوین از اواسط سدهٔ نوزدهم در پاناما پدیدار شد.

## شعر

### در دوران استعمار
رودریگو میرو در کتاب خود با عنوان «سفرنامهٔ شعر در پاناما» دربارهٔ نویسندگان اسپانیایی مختلفی سخن می‌گوید: ماتئو روساس د اوکندو، نویسندهٔ یک رمان خودزندگی‌نامه‌ای؛ خوان د میرامونتس ای زوآزولا، نویسندهٔ «سلاح‌های جنوبگان»؛ خوان د پارامو ای سپدا، نویسندهٔ «دگرگونی‌های داریل» و دیگران. همچنین در این دوره، نویسندهٔ نمایشنامهٔ «سیاست جهان»، ویکتور د لا گاردیا ای آیالا، ظهور کرد. «سیاست جهان» یک نمایشنامه بود که نخستین بار در سال ۱۸۰۹ اجرا شد. اهمیت ویکتور د لا گاردیا ای آیالا در این است که او در پاناما زاده شد، در حالی که دیگر نویسندگان این دوره از اسپانیا آمده بودند، و به همین دلیل، برای مدتی او را «نخستین شاعر پانامایی» می‌دانستند.
با این حال، کشف برخی نسخه‌های خطی متعلق به سدهٔ هفدهم باعث بازنگری در این دیدگاه شد، زیرا نخستین منبع این دوره که نشان‌دهندهٔ تولید نوشتاری توسط نویسندگان پانامایی (یعنی کسانی که در پاناما زاده شده‌اند) است، به سال ۱۶۳۸ بازمی‌گردد. این اثر یک مجموعهٔ ادبی با عنوان "نوحهٔ پاناما در مرگ دون انریکه انریکز" است. این مجموعه شامل آثاری است که به مناسبت درگذشت انریکه انریکز، فرماندار پاناما نوشته شده است. این اثر برای نخستین بار در مادرید (۱۶۴۲) منتشر شد و نویسندهٔ آن ماتئو ریبرا (یک پانامایی) بود که خود نیز اشعاری در این مجموعه سروده است. گرچه بیشتر اشعار "نوحهٔ پاناماً را پانامایی‌ها نوشته‌اند، اما شامل آثاری از نویسندگان اسپانیایی نیز می‌شود.
این کشف توسط دیپلمات اسپانیایی، آنتونیو سرانو د هارو، انجام شد که همچنین این نسخه‌های خطی را مطالعه کرد. نسخه‌ای تازه از این مجموعه در سال ۱۹۸۴ در همکاری میان دانشگاه پاناما و «بنیاد فرهنگ هیسپانیک» منتشر شد. این کشف تأیید می‌کند که نخستین جلوه‌های ادبی پانامایی (که تاکنون شناخته شده است) متعلق به سدهٔ هفدهم است.

### رمانتیسم
پاناما از جنبش‌های انقلابی که به دنبال استقلال مستعمرات از اسپانیا بودند، جدا نبود. این تلاش برای استقلال با استقلال پاناما از اسپانیا در ۲۸ نوامبر ۱۸۲۱ محقق شد. همانند سایر مستعمرات، رمانتیسم پانامایی نیز با اندیشه‌های آزادی‌خواهانه و ملی‌گرایانه پیوند داشت و از آن‌ها تأثیر می‌گرفت. بخش عمده‌ای از ادبیات این دوره توسط نویسندگان غیرحرفه‌ای تولید شد؛ تعداد نویسندگان حرفه‌ای اندک بود.
از نخستین شاعران رمانتیسم پانامایی می‌توان به مانوئل ماریا آیالا (۱۷۸۵–۱۸۲۴) و توماس میرو روبینی (۱۸۰۰–۱۸۸۱) اشاره کرد و پس از آن‌ها خوسه ماریا آلِمان (۱۸۳۰–۱۸۸۷)، گیل کولونخه (۱۸۳۱–۱۸۹۹)، توماس مارتین فُویِه (۱۸۳۲–۱۸۹۹)، خوسه دولورس اوریولا (۱۸۳۴–۱۸۸۳)، آملیا دُنیس د ایکازا (۱۸۳۶–۱۹۱۱)، مانوئل خوسه پرس (۱۸۳۷–۱۸۹۵)، خِرونیمو د لا اوسّا (۱۸۴۷–۱۹۰۷)، فدریکو اسکوبار (۱۸۶۱–۱۹۱۲) و رودولفو کایسدو (۱۸۶۸–۱۹۰۵) را می‌توان نام برد.
شعر رمانتیک که آمیخته با مفاهیم ملی‌گرایی بود، تا اواسط سدهٔ بیستم، زمانی که آوانگارد به پاناما رسید، موضوع اصلی آثار شاعران پانامایی باقی ماند.

### نوگرایی
در سال ۱۹۰۳، پاناما از کلمبیا جدا شد؛ این دوره، اوج نوگرایی در ادبیات اسپانیایی‌زبان بود. نخستین نویسندهٔ نوگرا داریو اِرِرا (۱۸۷۰–۱۹۱۴) بود که دوست و پیرو روبن داریو بود و او را در بوئنوس آیرس ملاقات کرد. شاعر برجستهٔ دیگر لئون آنتونیو سوتو (۱۸۷۴–۱۹۰۲) بود که در جوانی در اثر شکنجهٔ پلیس، به دلیل دفاع از آرمان پاناما، درگذشت.
دو مجلهٔ ادبی که بیشتر بر ترویج جنبش نوگرا متمرکز بودند، عبارت بودند از El Heraldo del Istmo (۱۹۰۴–۱۹۰۶) که توسط گی‌یرمو آندره‌وه (۱۸۷۹–۱۹۴۰) اداره می‌شد و Nuevos Ritos (۱۹۰۷) که توسط ریکاردو میرو (۱۸۸۳–۱۹۴۰) بنیان‌گذاری شد. ریکاردو میرو شاید برجسته‌ترین شاعر نوگرایی پانامایی باشد. شعر او «میهن» (۱۹۰۹) نیز شهرت دارد.
در این دوره، گاسپار اکتاویا هرناندز (۱۸۹۳–۱۹۱۸)، نویسندهٔ نغمه‌های گذشته (۱۹۱۵) و جام یاقوتی (۱۹۲۳)، نیز فعال بود. دیگر شاعران برجستهٔ این نسل ماریا اولیمپیا د اُبالدیا (۱۸۹۱–۱۹۸۵) و دمتریو کورسی (۱۸۹۹–۱۹۵۷) بودند.

### از ۱۹۳۰ تا امروز
از دههٔ ۱۹۳۰، هم‌زمان با انقلاب جوانان موسوم به «اقدام جمعی» (Acción Comunal)، نسل جدیدی از شاعران که پیرامون مجلهٔ Antena گرد آمده بودند، از سبک نوگرا فاصله گرفتند و به آوانگارد نزدیک شدند. شخصیت محوری این تحول، روخلیو سینان (تابوگا، ۱۹۰۲ – پاناما، ۱۹۹۴) بود که در اروپا سفر کرده و با سوررئالیست‌ها در پاریس ملاقات کرده بود. موج (۱۹۲۹) نشان‌دهندهٔ تأثیر شعر ناب است؛ دیگر آثار مهم سینان شامل آتش‌سوزی‌ها (۱۹۴۴) و هفتهٔ مقدس در مه (۱۹۴۹) است که در آن‌ها عناصر رؤیاگونه نشان‌دهندهٔ گرایش او به سوررئالیسم هستند.
سوررئالیسم همچنین در آثار ریکاردو خِی برمودس (۱۹۱۴) دیده می‌شود که معروف‌ترین اثر او برگ‌بو از خاکستر (۱۹۵۱) است. آثار دمتریو اِرِرا سویانو (۱۹۰۲–۱۹۵۰) نیز بخشی از این جنبش آوانگارد بود و تأثیر زیادی از اولتراایسم پذیرفته بود.
شاعر دیگر این دوره که همچنین داستان‌نویس و روزنامه‌نگار بود، ماریو آگوستو رودریگز (۱۹۱۷) بود. او در سال ۱۹۵۷ مجموعه شعر سرود عشق برای میهن عروس را منتشر کرد که تاریخ شاعرانهٔ ملت پاناما را روایت می‌کند.
دیگر شاعران برجستهٔ این دوره شامل استلا سی‌را، روکه خاویر لارنسا، اوفلینا هوپر، توبیاس دیاس بلایتری (۱۹۱۹–۲۰۰۶)، تریستان سولارته (۱۹۳۴)، خوسه د خِسوس مارتینس، دیانا موران (۱۹۳۲)، آلوارو منندز فرانکو (۱۹۳۲)، لوییس کارلوس خیمنس وارلا، خوسه گی‌یرمو روس زانت (۱۹۳۰)، خوسه فرانکو (۱۹۳۱) و السی آلورادو د ریکورد (۱۹۲۸–۲۰۰۵) بودند.
شاعران برجستهٔ نسل بعدی شامل بنجامین رامون (۱۹۳۹)، برتالیسیا پرالتا (۱۹۳۹)، رامون اوویرو (۱۹۳۹–۲۰۰۸)، موراویا اوچوآ لوپز (۱۹۴۱)، دیماس لیدیو پیتی (۱۹۴۱–۲۰۱۵)، روبرتو فرناندز ایگلسیاس (۱۹۴۱)، اریک آرسه (۱۹۴۲)، انریکه خارامییو لوی (۱۹۴۴)، یارل ریکاردو بابوت (۱۹۴۵)، جیووانا بندتی (۱۹۵۰)، مانوئل اورستس نیتو (۱۹۵۱)، مویزس پاسکوال (۱۹۵۵)، کونسوئلو توماس (۱۹۵۷)، لئونسیو اوباندو (زادهٔ لیدیسه، ۱۹۵۹ – درگذشتهٔ لا چوررا، ۲۰۲۳)، هکتور ام. کولادو (۱۹۶۰) و پابلو مناچو (۱۹۶۰) هستند.
در اواخر سدهٔ بیستم، نسل جدیدی از شاعران ظهور کرد که پس از سال ۱۹۹۰ شروع به انتشار آثار خود کردند. شاعران برجستهٔ این دوره شامل خاویر رومرو هرناندز (چوررا، ۱۹۸۳)، سوفیا سانتیم (پاناما، ۱۹۸۲)، خاویر آلوارادو (سانتیاگو د وراگواس، ۱۹۸۲)، سالوادور مدینا باراهونا (ماریابه د پیداسی، ۱۹۷۳)، ایرا هاربار گومز (بوکاس دل تورو، ۱۹۷۲)، الا اوریولا (پاناما، ۱۹۷۱)، آئورا بنجامین (پاناما، ۱۹۷۰)، پرفیریو سالازار (۱۹۷۰)، کاتیا چیاری (پاناما، ۱۹۶۹) و الکساندر سانچس (دیوید، چیریکوی، ۱۹۶۸) هستند.

## داستان‌نویسی

### نوگرایی و نخستین کتاب‌های پانامایی
می‌توان گفت که داستان کوتاه در پاناما به‌طور رسمی از سال ۱۹۰۳ آغاز شد، زمانی که داریو اِرِرا (۱۸۷۰–۱۹۱۴) نخستین کتاب داستانی یک نویسندهٔ پانامایی، ساعات دوردست را در بوئنوس آیرس، آرژانتین منتشر کرد. از آن زمان، داستان کوتاه مهم‌ترین گونهٔ ادبی در پاناما بوده است.
تقریباً تمامی شاعران نوگرا و پسانوگرا در پاناما در اواخر سدهٔ نوزدهم و اوایل سدهٔ بیستم داستان‌هایی منتشر کردند. از میان آن‌ها، سالومون پونس آگیلرا (۱۸۶۸–۱۹۴۵)، گی‌یرمو آندره‌وه، گاسپار اکتاویا هرناندز (۱۸۸۳–۱۹۴۰) و ریکاردو میرو (۱۸۸۳–۱۹۴۰) برجسته هستند. داستان‌های کوتاه آن‌ها، که اغلب پراکنده و منتشرنشده بودند، در سال ۱۹۵۶ توسط نویسندهٔ پانامایی ماریو آگوستو رودریگز گردآوری و بررسی شدند. دیگر نویسندگان مهم این دوره عبارت‌اند از خوسه ماریا نونی‌یس (۱۸۹۴–۱۹۹۰)، مویزس کاستییو (۱۸۹۹–۱۹۷۴) و گیل بلاس تخیرا (۱۹۰۱–۱۹۷۵).

### موضوعات روستایی و کانال در داستان‌نویسی
یکی از نویسندگان برجستهٔ نسل بعدی روخلیو سینان (۱۹۰۲–۱۹۹۴) بود که رمان مهتاب کامل و مجموعه داستان‌های در کنار مجسمه‌های رسیده (۱۹۴۶)، کلاه قرمز و پنج داستان (۱۹۵۴)، داستان‌های روخلیو سینان (۱۹۷۱) و شمعدان افعی‌های پلید (۱۹۸۲) را نوشت. دیگر نویسندگان این نسل شامل لوکاس بارسِناس (۱۹۰۶–۱۹۹۲)، سزار کاندانِدو (۱۹۰۶–۱۹۹۳)، رناتو اوثورس (۱۹۱۰–۲۰۰۱)، آلفردو کانتون (۱۹۱۰–۱۹۶۷)، ریکاردو برمودس (۱۹۱۴–۲۰۰۰)، ماریو آگوستو رودریگز (۱۹۱۷–۲۰۰۹) (نویسندهٔ درون دشت (۱۹۴۷)، ماه در وراگواس (۱۹۴۸) و تحقیرشدگان (۱۹۹۴))، خوسه ماریا سانچز (۱۹۱۸–۱۹۷۳)، رامون اچ. جورادو (۱۹۲۲–۱۹۷۸)، خواکین بلنیو (۱۹۲۱–۱۹۸۸)، کارلوس فرانسیسکو چانگمارین (۱۹۲۲–۲۰۱۲)، خورخه ترنر (۱۹۲۲–۲۰۱۱)، تریستان سولارته (۱۹۲۴–۲۰۱۹) و خوسه گی‌یرمو روس زانت (۱۹۳۰) بودند. در این نسل، نویسندگان به پرورش موضوعات ملی‌گرایانه پرداختند، چه از منظر شهرهایی که در دو انتهای کانال پاناما قرار داشتند و رابطهٔ آن‌ها با منطقهٔ کانال پاناما، و چه از دیدگاه روستایی از مناطق داخلی کشور.

### موضوعات جهانی
نسل بعدی شامل نویسندگانی است که از سال ۱۹۳۲ به بعد متولد شده‌اند. بسیاری از این نویسندگان هنوز به تولید آثار ادبی می‌پردازند. از مهم‌ترین نویسندگان این نسل می‌توان به ارنستو اندارا (۱۹۳۲)، آلوارو منندز فرانکو (۱۹۳۲), انریکه چوئز (۱۹۳۴)، خوستو آرویو (۱۹۳۶)، روزا ماریا بریتون (۱۹۳۶)، ویکتوریا خیمنز ولز (۱۹۳۷)، پدرو ریورا (۱۹۳۹)، بنجامین رامون (۱۹۳۹)، بئاتریس والدس (۱۹۴۰)، گلوریا گاردیا (۱۹۴۰)، دیماس لیدیو پیتی (۱۹۴۱)، موراویا اوچوآ لوپز (۱۹۴۱)، میرِیا هرناندز (۱۹۴۲–۲۰۰۶)، انریکه خارامییو لوی (۱۹۴۴)، ایزابل هررا د تیلور (۱۹۴۴)، رائول لیس (۱۹۴۷)، جیووانا بندتی (۱۹۴۹)، لوپیتا کیروس آتاناسیادیس (۱۹۵۰)، ری باریا (۱۹۵۱)، رامون فونسکا مورا (۱۹۵۲)، هراسترو ریس (۱۹۵۲–۲۰۰۵)، کلودیو د کاسترو (۱۹۵۷)، کونسوئلو توماس (۱۹۵۷)، یولاندا هاک‌شاو (۱۹۵۸)، آلن پاتینیو (۱۹۵۹)، رافائل آلکسیس آلوارس (۱۹۵۹)، آریل باریا آلوارادو (۱۹۵۹)، هکتور کولادو (۱۹۶۰)، گونزالو منندز گونزالس (۱۹۶۰)، دیوید رابینسون اوروبیو (۱۹۶۰)، اریکا هریس (۱۹۶۳) و روخلیو گوئرا آویلا (۱۹۶۳) اشاره کرد. این نسل به دلیل کنار گذاشتن کریویسمو به عنوان یک موضوع روایی و گرایش به مفاهیم جهانی و در برخی موارد، تأکید بر رؤیا و خیال، متمایز است.

### داستان‌نویسی در سدهٔ بیست و یکم
نویسندگان نسل جدید پانامایی که در دههٔ ۱۹۹۰ برای نخستین بار آثار خود را منتشر کردند، ظهور کرده‌اند. از میان این نویسندگان می‌توان به کارلوس فونگ (۱۹۶۷)، کارلوس آوریل وینتر مِلو (۱۹۷۱)، خاویر استانزیولا (۱۹۷۱)، خوسه لوئیس رودریگز پیتی (۱۹۷۱)، ملانی تیلور (۱۹۷۲)، لیلی مندوزا (۱۹۷۴)، لیلیان گوئه‌وارا (۱۹۷۴)، روبرتو پرس-فرانکو (۱۹۷۶)، گلوریا ملانیا رودریگز (۱۹۸۱) و آنابل میگلنا (۱۹۸۴) اشاره کرد. این نسل با بهره‌گیری از داستان کوتاه، زبان شاعرانه و تخیلی، و پرداختن به موضوعات انسانی، که در آن‌ها فرد در برابر محیطی آشفته و عمدتاً شهری برجسته می‌شود، شناخته می‌شود.